# Fietssnelweg F425
Fietssnelweg F425 Beveren-Waas - Waaslandhaven is een korte en gedeeltelijk aangelegde fietssnelweg in Melsele, die een noord-zuidverbinding maakt van de F4 nabij station Melsele tot aan Kallo, met aansluiting naar de Waaslandhaven.
Deze fietsverbinding loopt grotendeels als vrijliggende fietsweg parallel naast goederenspoorlijn 10.

## Deeltrajecten

### Fietsweg tussen F4 en N70
Tussen station Melsele en de Kattestraat heeft Infrabel in 2007, na de aanleg van de Gentboog (spoordriehoek Melsele) op haar grond langs de spoorweg een "fietsweg" aangelegd (toegankelijk voor fietsers en plaatselijk autoverkeer). Na 2011 heeft de gemeente Melsele verderop langs de spoorweg een fietspad aangelegd, van Kattestraat tot de N70.

### Fietsweg tussen N70 en fietsbrug
De Provincie Oost-Vlaanderen voorziet hier een fietsweg.

### Fietsbrug E34 Melsele
De fietsbrug over de E34 en de F41 in Melsele, 145 meter lang, 5 meter breed en 270 ton zwaar, loopt net ten oosten van de spoorwegbrug, en verbindt de Trepelandstraat met het fietspad van de Kwarikweg. De brug werd door het Agentschap Wegen en Verkeer geplaatst tijdens een nachtelijke afsluiting van de snelweg op 10-11 augustus 2024, en moet in het najaar 2024 in gebruik gaan.